# Mała Przełęcz Świętego Bernarda

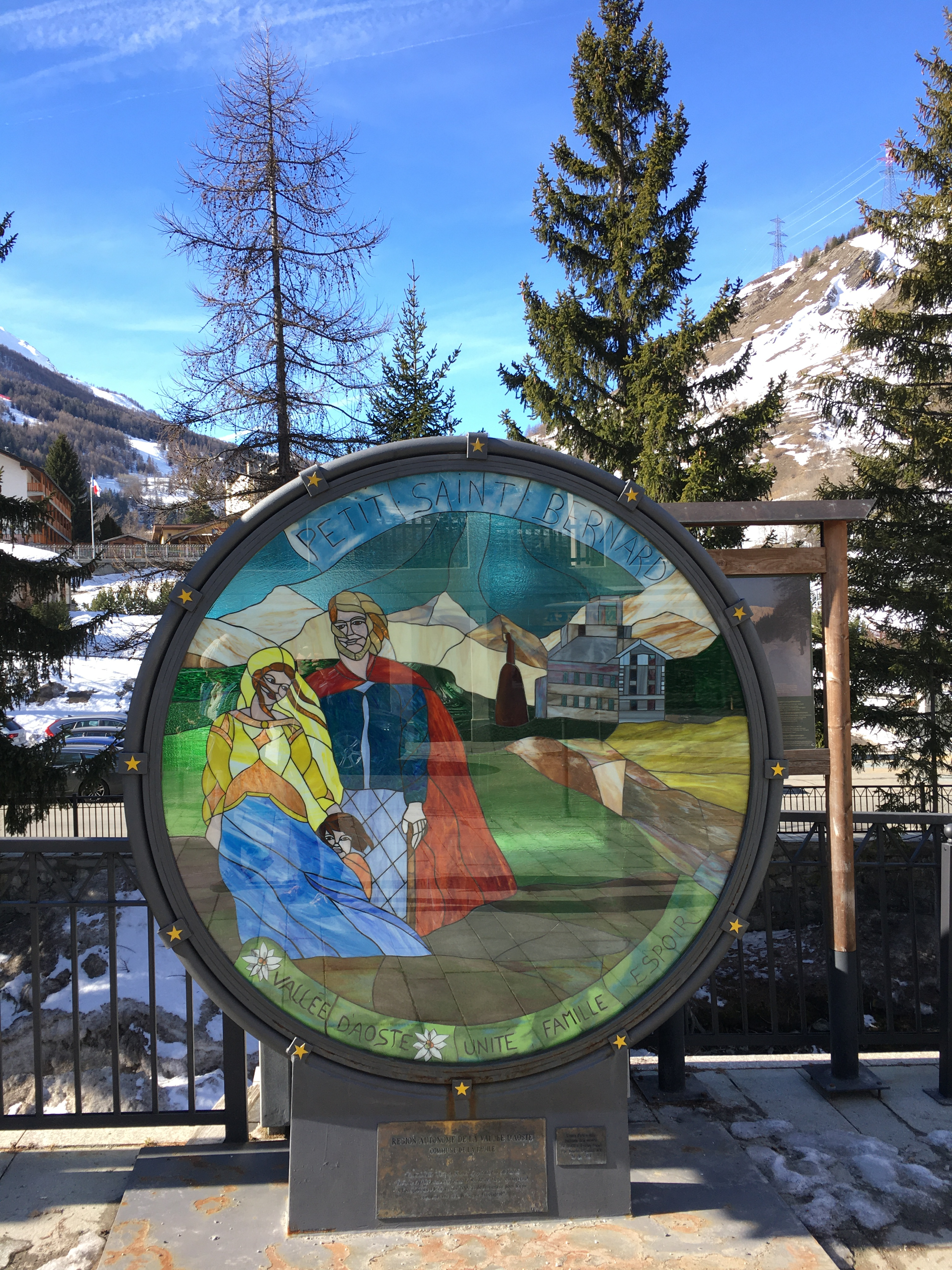
Witraż przedstawiający małego św. Bernarda w La Thuile

Mała Przełęcz Świętego Bernarda (fr. Col du Petit Saint-Bernard, wł. Colle del Piccolo San Bernardo, niem. Kleiner Sankt Bernhard) – przełęcz (2188 m n.p.m.) w głównej grani Alp Zachodnich, na granicy włosko-francuskiej, oddzielająca Masyw Mont Blanc od Alp Graickich (masywu Gran Paradiso). Przełęcz ta łączy francuski departament Sabaudia z włoskim regionem autonomicznym Valle d'Aosta. Przełęcz ta zwana jest ”Małą” w odróżnieniu od Wielkiej Przełęczy Świętego Bernarda, która jest wyższa (2469 m) i leży kilkanaście kilometrów na północ, na granicy Włoch i Szwajcarii. Oryginalna nazwa przełęczy to jednak "Przełęcz Małego św. Bernarda" (fr. Col du Petit St. Bernard, wł. Colle del Piccolo San Bernardo), o czym również przypomina lokalna sztuka w postaci malowideł oraz witraży, przedstawiających postać św. Bernarda w wieku chłopięcym, znajdujących się w pobliskich miejscowościach, np. we włoskim La Thuile. Nazwa przełęczy pochodzi od katolickiego świętego Bernarda z Menthon, którego posąg znajduje się na przełęczy. Ponadto na przełęczy stoi też posąg botanika Pierre'a Chanoux. Założył on ogród botaniczny Chanousia, także mieszczący się na przełęczy.
Na przełęczy znajduje się kamienny krąg o średnicy 72 metrów. Kiedyś w jego centrum stał ustawiony pionowo kamień, obecnie przebiega przez niego asfaltowa droga. Krąg ten prawdopodobnie powstał w epoce żelaza. W czasach rzymskich na przełęczy wybudowano świątynię Jowisza.
Mała Przełęcz Świętego Bernarda czterokrotnie znalazła się na trasie słynnego Tour de France (w latach 1949, 1959, 1963 i 2009).

## Galeria

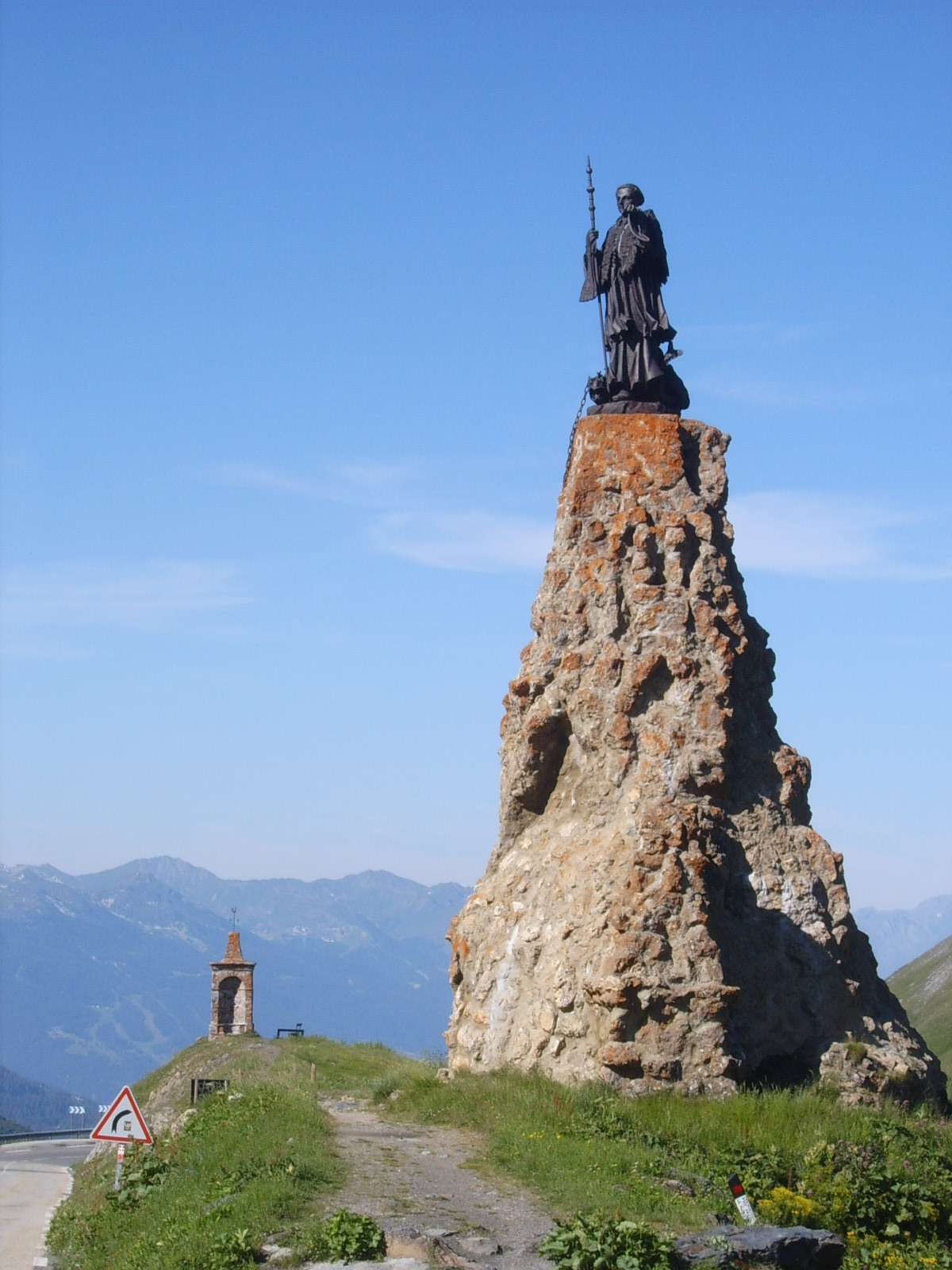
Posąg św. Bernarda
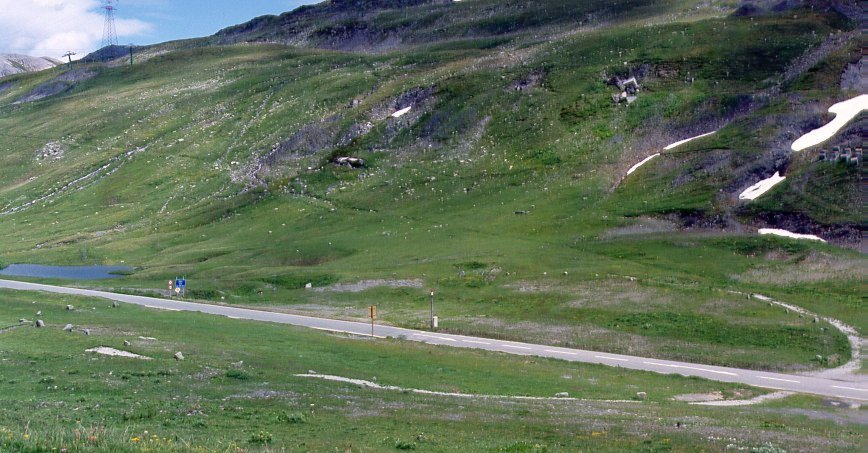
Kamienny krąg na przełęczy
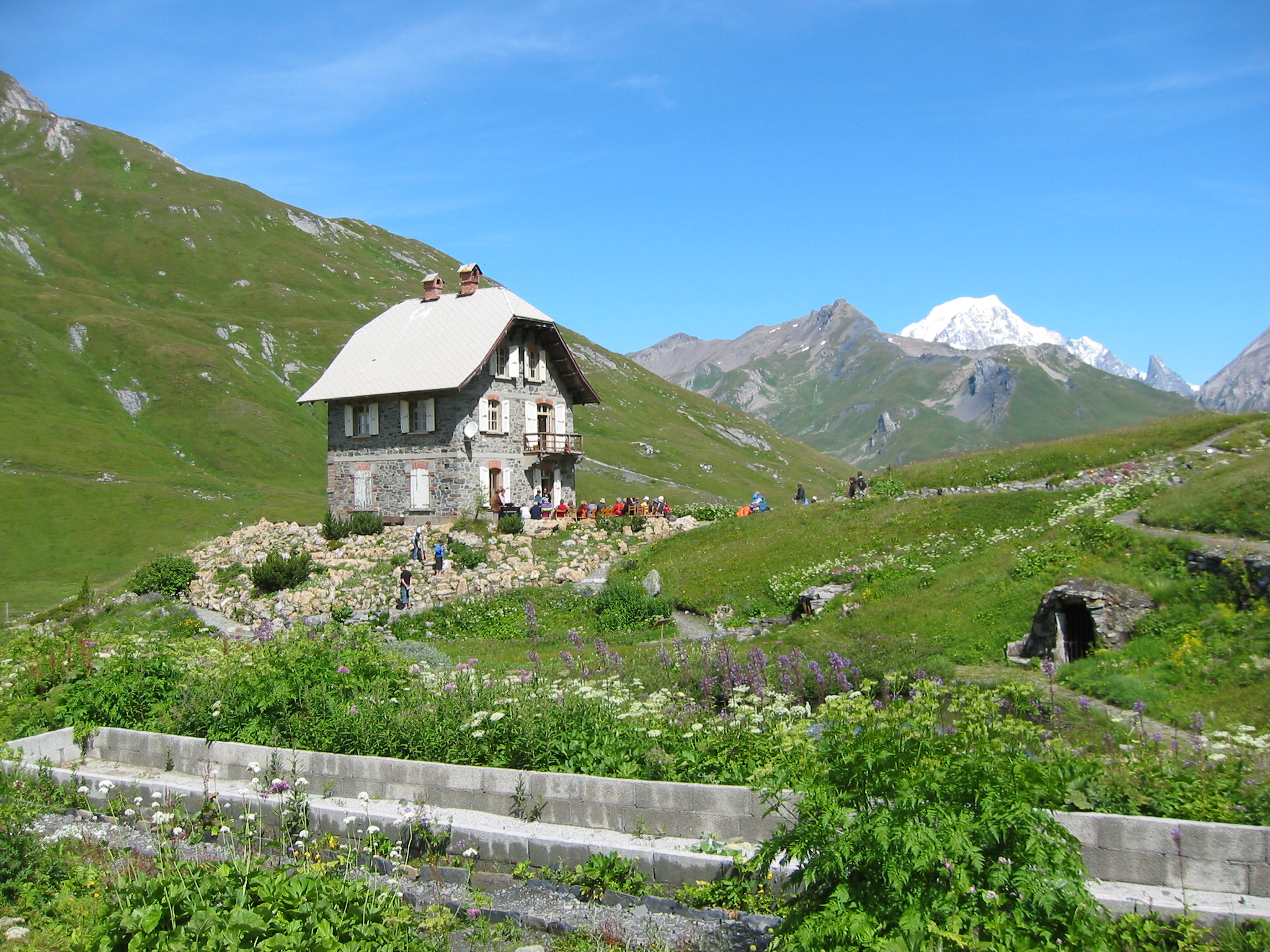
Ogród botaniczny Chanousia
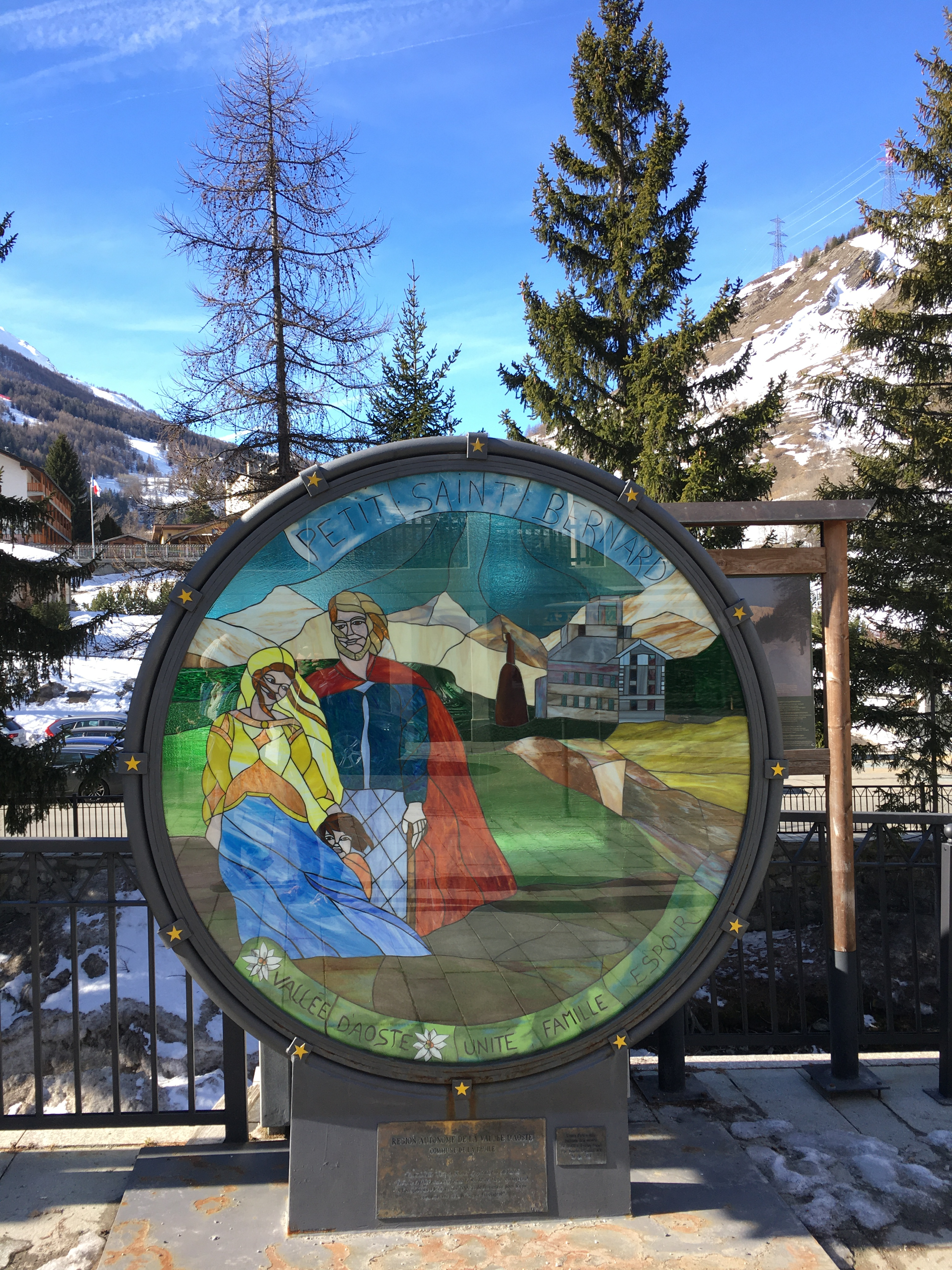
Witraż przedstawiający małego św. Bernarda w La Thuile, r.2020.